# 王太妃
王太妃是东亚皇室配偶的一種位號，是太妃的一種。但各地域和時代的受封資格並不相同，實際身份也有差異。

## 漢字文化圈
漢字文化圈裡王太妃位號見於中國、朝鮮半島、越南、琉球。「王太妃」位號始見於中國東漢之後。

### 中國
西漢時王爵之正室稱為王后，母為王太后，晉朝時王爵正室改稱王妃，王生母亦改稱王太妃，或稱王國太妃，如唐朝唐太宗貴妃楊氏，其子李福被封為趙王，楊氏因而在唐太宗崩後被尊為趙國太妃。

### 朝鮮半島
王太妃位號見於高麗王朝，高麗毅宗尊封先王次妃金氏為王太妃。此後王太妃一名不再見於史籍。

### 越南
王太妃位號不遲於鄭阮紛爭時期，鄭主尊封先王正妃為王太妃。阮福映在继位之处，尊母亲为王太妃。统一全国后，又先后晋尊为王太后和皇太后。

### 琉球
琉球國國王正室封王妃，君主兒子出身的國王即位後，尊嫡母為王太妃，亦稱國母。

## 翻译
英語中的Princess dowager，中譯為王太妃，是指王爵（Prince）之遺孀。即使子女成為國王或女王，若其父未曾登基為王，君主亦只可尊母親為王太妃，而不能稱王太后。親王國的前任已故君主遺孀亦稱王太妃。若王太妃身為現任君主母親，亦可稱為王母太妃（Princess mother）。